# Майк Берровмен
Майк Берровмен (англ. Mike Barrowman, 4 грудня 1968) — американський плавець.
Олімпійський чемпіон 1992 року, учасник 1988 року.
Чемпіон світу з водних видів спорту 1991 року.
Переможець Пантихоокеанського чемпіонату з плавання 1989, 1991 років.
Призер Панамериканських ігор 1987 року.